# Sinfonie in Swing
Sinfonie in Swing ist ein US-amerikanisches Filmmusical aus dem Jahr 1946 von Gregory Ratoff mit Maureen O’Hara und Dick Haymes in den Hauptrollen. Das Drehbuch basiert auf einer Originalstory von Bert Granet.

## Handlung
Die zurückhaltende und biedere Katherine Hilliard ist Dekanin der „Hilliard School of Music“, die vor 170 Jahren von ihren Vorfahren gegründet wurde. Nachdem sich das derzeitige Kuratorium der Schule mit Katherines Arbeit zufrieden erklärt hat, teilt sie dem Vorstand mit, dass sie und Schulschatzmeister Ralph Wainwright nach dem jährlichen Frühlingsfest heiraten wollen. Anschließend reist Katherine nach New York, um sich mit Dr. Herbert Benham, einem Komponisten und Kritiker, zu beraten, der Gastdirigent beim Festival sein wird. Im überfüllten Zug nach New York muss Katherine im Vorraum eines Wagens stehen, der für Barry Claytons Band reserviert ist. Barry lässt sie in den Wagen ein und versucht mit seiner Band, sie mit einer Swing-Nummer zu unterhalten. Zu Barrys Leidwesen verkündet sie, dass es ihr nicht gefällt, was Barry dazu veranlasst, zu erklären, dass sie Eiswasser in ihren Adern habe.
In New York trifft Katherine Herbert in seinem Büro, ist aber immer noch verwirrt über ihre Begegnung mit Barry und fragt sich, ob sie tatsächlich ein „kalter Fisch“ ist. Herbert schlägt vor, dass sie ihre Brille abnimmt und ihr Haar offen lässt. Sie ist mit diesem Look zufrieden und macht einen Einkaufsbummel, um modischere Kleidung zu kaufen. Nachdem sie sich in eine neue, elegante Katherine verwandelt hat, nimmt sie ein Taxi zum „El Sudan“, dem Nachtclub, in dem Barry auftritt. Als der Fahrer ihr mitteilt, dass sie ohne Begleitung nicht eingelassen werden kann, geht Katherine auf einen völlig Fremden, den gut gekleideten Jimmy Hale, zu und lädt ihn zum Abendessen ein. Im Taxi erzählt sie ihm, dass sie Swingmusiker für grobe Exhibitionisten hält, wobei Barry ganz oben auf der Liste steht und Schlagersänger nicht weit dahinter liegen. Vom Musikpavillon im Club aus stellt Barry Jimmy, den „Kronprinzen der Schlagersänger“, vor und überredet ihn, ein Lied zu singen. Während Jimmy singt, stellt sich Barry Katherine vor, die er nicht erkennt, und sagt ihr, dass sie das Schönste ist, was er je gesehen hat. Als sie ihre Brille aufsetzt und ihn an eine bestimmte Zugfahrt erinnert, ist er verblüfft, doch Katherine dankt ihm dafür, dass er sie gezwungen hat, ihr Aussehen zu ändern. Wenige Augenblicke später entdeckt Katherine einen vornehm aussehenden, Französisch sprechenden älteren Herrn, der hereinkommt, und sagt Jimmy, dass sie gehen muss. Im Taxi zu ihrem Hotel verrät Jimmy, dass er und Barry oft Rivalen um dasselbe Mädchen waren.
Am nächsten Morgen schickt Jimmy Katherine Blumen und lädt sie zum Mittagessen ein, und obwohl sie ihm sagt, dass sie verlobt ist, verabredet er sich mit ihr in Benhams Büro. Herbert ist von Katherines neuem Stil verwirrt. Jimmy, der Herbert kennt, ruft mit einer Planänderung an und bittet Katherine, ihn in Mindys Restaurant zu treffen. Barry und sein Kumpel Jay Dilly sind ebenfalls da. Dilly erzählt dem Kolumnisten Earl Williams von Barrys Interesse an Katherine. Als derselbe Herr, der im El Sudan war, bei Mindy’s eintrifft, geht Katherine noch einmal weg. Barry erzählt Jimmy, dass er wirklich in Katherine verliebt ist. Später versucht Katherine, Ralph zu schreiben, aber ihre Gedanken schweifen ab und sie beschließt, auszugehen. Sie findet Jimmy, der auf sie wartet, und sie machen einen romantischen Spaziergang in einem Park. Am nächsten Tag kommen vier Hotelpagen mit Blumen von Barry in Katherines Zimmer an. In der Zwischenzeit hat Ralph Herbert angerufen, um herauszufinden, was mit Katherine und Herberts Deckung für sie passiert ist. Später erzählt Katherine Herbert, dass sie in Jimmy verliebt ist. Nachdem weitere Geschenke von Barry eingetroffen sind, ruft er Katherine an und sie willigt ein, ihn zu treffen, um ihm mitzuteilen, dass sie Jimmy heiraten wird. In ihrem Hotel findet Katherine ein Telegramm von Ralph, in dem er ihr mitteilt, dass er in Kürze ankommen wird. Als Barry mit dem Zimmerservice und dem Abendessen sowie einem Verlobungsring auftaucht, fleht Katherine ihn an, zu gehen, bevor Ralph eintrifft, und verspricht, ihn später bei einer Jam-Session zu treffen. Herbert versucht ihr zu helfen, indem er Ralph erzählt, dass sie in einen anderen Mann verliebt ist, und Ralph, der annimmt, dass Herbert der andere Mann ist, schlägt ihn nieder und geht.
Katherine bittet Jimmy, sie zur Jam-Session mitzunehmen, wo Williams eine kryptische Entschuldigung bei Jimmy ausspricht. Jimmy findet eine Kopie von Williams‘ Kolumne, die darauf hindeutet, dass Katherine Jimmy benutzt hat, um an Barry zu gelangen. Sie bestreitet den Vorwurf, aber als Barry auftaucht und ihre Verlobung bekannt gibt, ist Jimmy völlig desillusioniert. Nachdem Jimmy ihn fertig gemacht hat, erkennt Williams plötzlich Katherines Verbindung zur Hilliard School und schreibt einen Artikel mit dazugehörigem Foto über ihre Aktivitäten. Dies empört die Schulleitung und Katherine wird als Dekanin abgesetzt, wobei nach dem Festival eine endgültige Entscheidung über ihre Zukunft getroffen werden muss. Barry, Jimmy und Herbert schließen sich zusammen, um Katherines Job und Ruf zu retten. Beim Festival dirigiert Herbert eine temperamentvolle Version eines klassischen Werks und stellt dann einen Klassiker der Swing-Tradition vor, gespielt und dirigiert von Barry. Jimmy beendet das Konzert mit einem beliebten Lied. Das Konzert ist ein großer Erfolg und die Kuratoren sind überzeugt, dass Katherine nichts falsch gemacht hat. Nach dem Konzert gehen Barry und Jimmy zu Katherines Büro, wo Jimmy draußen wartet, während Katherine Barry ihre Gefühle offenbart. Ein niedergeschlagener Barry taucht auf, macht Jimmy fertig und sagt Dilly, dass er mit den Frauen fertig ist. Dilly stellt ihn jedoch einem begeisterten Fan vor, der in einem Taxi auf ihn wartet, und Barry ist begeistert, als sich herausstellt, dass es sich bei dem Fan um Betty Grable handelt. Jimmy überrascht Katherine in ihrem Büro und sie umarmen sich.

## Hintergrund
Obwohl die meisten Quellen den Originaltitel des Films mit einem „?“ angeben, enthält der Titel auf der Leinwand kein Fragezeichen. Laut Dokumenten von Fox schrieb Bert Granet im September 1943 eine Bearbeitung für den Film. Der Film war ursprünglich konzipiert für Lynn Bari, Dick Haymes und entweder die Bands Jimmy Dorsey oder Benny Goodman und sollte Perry Comos Filmdebüt markieren. Er wurde im Frühjahr 1945 gedreht, aber nach den Hauptaufnahmen umfassend überarbeitet und ergänzt. Eine Untersuchung des Drehbuchs für die Überarbeitungen vom Oktober 1945 zeigt, dass der Auftritt eines französischsprachigen, älteren Herrn, der im Film nie erklärt wird, eine ältere Version von Katherines Verlobten Ralph sein soll und ebenfalls von Richard Gaines gespielt wurde.
Betty Grable, die Barrys weiblichen Fan im Taxi spielte, war im echten Leben die Ehefrau von Harry James.
Lyle R. Wheeler und Joseph C. Wright oblag die künstlerische Leitung. Thomas Little und Jack Stubbs waren für das Szenenbild zuständig, Kay Nelson und Edward Stevenson für die Kostüme. Verantwortliche Toningenieure waren Alfred Bruzlin und Roger Heman sr. Fred Sersen schuf die visuellen Effekte.

## Musik
Folgende Songs wurden im Film gespielt:
- I Didn't Mean a Word I Said von Jimmy McHugh und Harold Adamson
- Moonlight Propaganda von Herb Magidson und Matty Malneck
- Do You Love Me? von Harry Ruby
- As If I Didn't Have Enough on My Mind von Harry James, Lionel Newman und Charles Henderson
- The More I See You von Harry Warren und Mack Gordon

Neben den Songs wurden folgende Musikstücke gespielt:
- Finale der 4. Sinfonie f-Moll op. 36 von Pjotr Iljitsch Tschaikowski
- Auszug aus Années de pèlerinage von Franz Liszt
- Hochzeitsmarsch von Felix Mendelssohn Bartholdy
- Brautgesang Treulich geführt aus der Oper Lohengrin von Richard Wagner
- I Wish I Knew von Harry Warren
- Back Beat Boggie von Harry James
- St. Louis Blues von W. C. Handy

Die Musicalnummern wurden von Seymour Felix choreografiert.

## Veröffentlichung
Die Premiere des Films fand am 17. Mai 1946 in Los Angeles statt. In der Bundesrepublik Deutschland wurde er am 9. September 1990 im deutschen Fernsehen ausgestrahlt.

## Kritiken
Das Lexikon des internationalen Films schrieb: „Filmmusical um die Konkurrenz von klassischer Musik und Swing, dessen banale Handlung um Liebe und Liebesintrigen lediglich Vorwand für mehrere unterhaltsame Tanz- und Gesangsnummern ist.“